# Santísima Trinidad (1814)
El bergantín (o sumaca) Santísima Trinidad, o Trinidad, fue un buque de la Armada Argentina partícipe de la Guerra del Independencia. Integró la segunda escuadra de las Provincias Unidas del Río de la Plata en la última fase de la Campaña Naval de 1814 al mando del comandante Guillermo Brown y participó de posteriores operaciones en el Océano Pacífico.

## Historia
La Santísima Trinidad, originalmente una sumaca, fue construida en la provincia de Corrientes en 1809 por el maestro Silvestre Martínez del Villar. Propiedad de Ángel Fernández Blanco y destinada al comercio fluvial, fue vendida el 3 de febrero de 1814 a Juan Thwaites en $9000 "a pagar a principios de abril" de ese año. No obstante, fue comprada el 14 de marzo por Guillermo Pío White a Thwaites, quien aún no había desembolsado suma alguna, "por cuenta y orden del estado" en $15 370.
Cerrada la poco transparente operación, al mando del capitán Tomás Nother se incorporó a la escuadra con el numeral 9 el 15 de marzo y al servicio activo el 24 de ese mes, integrando como capitana las fuerzas sutiles destinadas al Río Uruguay en persecución de la escuadra de Jacinto de Romarate, derrotada en el Combate de Martín García.
Participó del Combate de Arroyo de la China, en el cual murió su comandante y su segundo, el teniente David Smith. Tras hacerse cargo del mando el subteniente Bartolomé Cerretti y ser también herido asumió el comando el subteniente Nicolás Jorge, quien en la retirada consiguió salvar el buque, convertido en "un casco sin aparejo".
Arribó a Buenos Aires a comienzos de abril, pasando a reparaciones en el Arsenal de Barracas en custodia de Tomás Aueler, donde teniendo que reconstruir por completo su aparejo se optó por hacerlo en bergantín. También, aprovechando la fortaleza del casco y de la cubierta del buque, se reemplazó la artillería (2 cañones de a 24 lb, 8 cañones de a 6 lb y 4 cañones de a 4 lb) por 4 cañones de a 18 lb, 2 carronadas de a 32 lb y 2 carronadas de a 34 lb.
Al mando del subteniente Ángel Hubac se reintegró a la escuadra a tiempo de asistir a la rendición de la división de Romarate, producida tras la caída de Montevideo, siendo posteriormente afectada al transporte de prisioneros y material capturado.
En enero de 1815 transportó tropas a Concepción del Uruguay y en marzo fue afectada a la división porteña en operaciones contra el caudillo Francisco Ramírez.
Posteriormente, recibió instrucciones de Álvarez Thomas de hacer base en la Isla Martín García y operar contra las fuerzas del general Carlos María de Alvear con el objetivo de "atemorizar al rebelde, maniobrando como convenga con sus buques".
Tras la retirada de Alvear y de acuerdo a lo establecido en el acuerdo secreto del 2 de septiembre de ese año, fue entregada en préstamo a Brown para acompañar a la Hércules en su campaña de corso al Pacífico.
Al mando sucesivamente de Walter Dawes Chitty, cuñado de Brown, y de su hermano Miguel, zarpó en octubre de ese año reuniéndose el 26 de diciembre en la isla Mocha con la corbeta Halcón tras lo que inició sus operaciones.
Después de haber atacado El Callao, el 8 de febrero de 1816 los corsarios arribaron a la isla Puná, a la entrada del golfo de Guayaquil. Guillermo Brown se dispuso a asaltar la ciudad relista para lo cual trasladó su insignia a la Trinidad, en razón de su menor calado, más adecuado a los efectos de navegar por el río Guayas. Escoltado por la goleta Nuestra Señora del Carmen y reforzados con la tropa de la Halcón, la Trinidad inició el avance por el canal de Jambelí. 
Al arribar a Guayaquil Brown intentó acercarse a "tiro de pistola" de la batería de dos cañones situada a una milla de la ciudad, que al mando de Juan Ferrusola hacía fuego sostenido sobre sus naves. Pese a que el práctico le manifestó que "la marea está al vaciar: la ventolina es del Norte, si el buque falta a virar irá a la costa" Brown insistió y el Trinidad varó y fue abordado a nado por los defensores, medio batallón que a bayoneta asaltaron el buque. Abandonado por parte de la tripulación, la restante fue masacrada hasta que el vecino y armador Manuel Jado se hizo llevar a bordo e hizo cesar el combate. Los sobrevivientes, incluyendo a Brown fueron tomados prisioneros y posteriormente canjeados por los prisioneros realistas y parte de las presas.
El teniente de fragata Eugenio Cortés y Azúa, comandante de una de las seis cañoneras que habían defendido El Callao recibió a principios de octubre el mando del Trinidad, que aún se encontraba en Guayaquil. A mediados de diciembre, se dispuso su venta por el mal estado en que se encontraba para el servicio naval.